# Centro Marxista-Leninista-Maoísta da Bélgica
O Centro Marxista-Leninista-Maoísta da Bélgica ou Centro Marxista-Leninista-Maoísta [B] é uma organização comunista fundada em 2010 que adere ao marxismo-leninismo-maoísmo com afinidade com o Principalmente Maoismo e o feminismo marxista.